# Microlicia trichocalycina
Microlicia trichocalycina är en tvåhjärtbladig växtart som beskrevs av Dc.. Microlicia trichocalycina ingår i släktet Microlicia och familjen Melastomataceae. Inga underarter finns listade i Catalogue of Life.